# Pyrrhopyge boulleti
Pyrrhopyge boulleti is een vlinder uit de familie van de dikkopjes (Hesperiidae). De wetenschappelijke naam van de soort is voor het eerst geldig gepubliceerd in 1922 door Le Cerf.